# Anthon Andersen
Anthon Andersen (født 18. september 1869 i Lyngby, død 21. februar 1936 i København) var en dansk bødkersvend og kommunalpolitiker, der var borgmester for magistratens 5. afdeling i Københavns Kommune fra 1919 til 1936, valgt for Socialdemokratiet.
Anthon Andersen kom i lære som bødker i Aalborg og blev færdig som svend i 1890. Han kom i 1892 til København, hvor han arbejdede i sit fag frem til 1902. Han deltog desuden i fagforeningsarbejdet, og var fra 1897 næstformand i Bødkerforbudet, 1902-1917 forretningsfører og 1917-1919 sekretær i De Samvirkende Fagforbund.
Det blev også det faglige arbejde, der førte ham ind i Socialdemokratiet. I 1911 valgtes han til Københavns Borgerrepræsentation, som han i 1917 blev formand for. Fra 1919 til 1936 var han borgmester for magistratens 5. afdeling, der havde ansvaret for de kommunale værker. Han forlod posten kort før sin død af helbredsårsager.